# Uniwersytet Genewski
Uniwersytet Genewski (fr. Université de Genève) – szwajcarski uniwersytet państwowy założony w 1559 przez Jana Kalwina w Genewie.Koncentrował się na teologii aż do XVII wieku, kiedy to stał się ośrodkiem nauki o oświeceniu. Dziś jest to trzeci co do wielkości uniwersytet w Szwajcarii pod względem liczby studentów.

## Nobliści
Laureaci Nagrody Nobla związani z uniwersytetem:
- Norman Angell (1872–1967), Pokojowa Nagroda Nobla 1933
- Gunnar Myrdal (1898–1987), Nagroda Nobla w dziedzinie Ekonomii 1974
- Daniel Bovet (1907–1992), Nagroda Nobla w dziedzinie Medycyny 1957
- Niels Kaj Jerne (1911–1994), Nagroda Nobla w dziedzinie Medycyny 1984
- Maurice Allais (1911–2010), Nagroda Nobla w dziedzinie Ekonomii 1988
- Edmond H. Fischer (1920– ), Nagroda Nobla w dziedzinie Medycyny 1992
- Martin Rodbell (1925–1998), Nagroda Nobla w dziedzinie Medycyny 1994
- Alan Heeger (1936– ), Nagroda Nobla w dziedzinie Chemii 2000
- Werner Arber (1929– ), Nagroda Nobla w dziedzinie Medycyny 1978
- Kofi Annan (1938–2018), Pokojowa Nagroda Nobla 2001

## Inni uczeni
- Bronisław Baczko
- Vaughan Jones
- Jean Piaget